# Zygaenosia isabella
Zygaenosia isabella là một loài bướm đêm thuộc phân họ Arctiinae, họ Erebidae.